# Les Trois Crimes de mes amis
Les Trois Crimes de mes amis est un roman policier de Georges Simenon, paru en avril 1938 aux éditions Gallimard.

## Historique
Ce roman a été écrit par Georges Simenon en janvier 1937 alors qu'il réside boulevard Richard-Wallace à Neuilly-sur-Seine. Récit romancé en grande partie autobiographique, il décrit trois faits divers réels survenus à Liège entre 1918 et 1922, dont l'auteur connaissait et avait fréquenté les auteurs. Il est tout d'abord publié en dix épisodes parus dans l'hebdomadaire Confessions entre le 25 février et le 29 avril 1937 avant d'être édité en intégralité aux éditions Gallimard en avril 1938.
Le manuscrit original aurait été vendu en 1943 au profit des prisonniers de la Deuxième Guerre mondiale. La traditionnelle « enveloppe jaune » associée au roman n'est pas connue.

## Résumé
Trois personnages, dont les destins se sont croisés à Liège, vont devenir des meurtriers. 
Marquée par les traumatismes de la Première Guerre mondiale, toute une jeunesse se retrouve en bande, au fond d'une cour sinistre du quartier d’Outremeuse, à « la Caque ». Là, dans un local sordide, ces jeunes gens, artistes, intellectuels et autres partagent le même goût pour l'exaltation farfelue, les beuveries et la crasse. Parmi les excentricités de ces soirées interviennent, à un certain moment, les séances du « Fakir ». Celui-ci choisit pour ses expériences le petit K..., jeune peintre maladif et pauvre qu'il drogue et dont il provoquera le suicide : on le retrouvera, un matin d'hiver, pendu au porche de l'église Saint-Pholien, à une centaine de mètres de la Caque. 
L'auteur, qui fut l'un des compagnons de la victime, avait fait entre-temps la connaissance d'un confrère en journalisme, Deblauwe, élégant et beau parleur. Commandité par un aventurier roumain qui ne tardera pas à disparaître, Deblauwe lance une gazette satirique à la rédaction de laquelle il associe le jeune Simenon. Nanesse devient bientôt une feuille de chantage rachetée par le libraire Hyacinthe Danse, tandis que Deblauwe trouve plus lucratif de gagner Barcelone où, dans une maison close, travaille pour lui son amie Renée. Le proxénétisme l'amène peu à peu à une totale déchéance qui le poussera à tuer un rival espagnol dans un hôtel de la rue de Maubeuge à Paris.
Le troisième criminel n'est pas ce qu'on peut appeler un ami pour le jeune Simenon, qui a connu Hyacinthe Danse vers la fin de l'occupation allemande, alors que celui-ci s'intéressait, dans son arrière-boutique de bouquiniste, aux sciences occultes et aux petites filles. L'armistice venu, cet adipeux personnage se mue en homme de lettres et, jouant de la corde patriotique, réussit à obtenir entrées et recommandations. Propriétaire de Nanesse, il déclenche des scandales qui lui valent une condamnation de deux ans de prison pour chantage. Mais, auparavant, Danse a fui et s'est installé à Boullay-les-Troux dans la région parisienne en compagnie de sa maîtresse, Armande Comtat. Pour subsister, car son cabotinage ne lui rapporte guère, il place celle-ci dans une « maison » de la rue du Caire. Comme elle a décidé de le quitter, il profite d'un dernier rendez-vous pour l'assassiner d'un coup de marteau à la tête suivi d'un coup de couteau dans la gorge, à la façon dont, enfant, il avait vu abattre une truie dans une cour de ferme. Il répète l'acte sur sa vieille mère, qui habite sous le même toit, puis, ayant fait la toilette funèbre des deux mortes, il regagne la Belgique avec l'intention de s'y constituer prisonnier. Mais par crainte d'une extradition qui lui coûterait en France la peine capitale, il commet à Liège un dernier crime en déchargeant son revolver sur le Père Haut, un vieux père jésuite qu'il a eu autrefois comme confesseur au collège Saint-Servais.

## Analyse
Récit à la première personne qui retrace des souvenirs de jeunesse de Georges Simenon. Comme le remarque l’auteur, il ne s’agit pas d’un roman au sens strict du terme, c’est-à-dire d’une histoire ayant un début et une fin et où les événements trouvent une explication aussi claire qu’illusoire. Le récit qui a la valeur d’un reportage d’époque, rapproche des faits réels cristallisés autour d’une même idée : ces trois fréquentations de jeunesse étaient des assassins en puissance. Comment en soit-ils arrivés là et pourquoi ? Le narrateur se pose la question, sans pouvoir y répondre.

## Personnages
- Le personnage principal est le narrateur lui-même, adolescent puis jeune journaliste.
- Hyacinthe Danse, bouquiniste et homme de lettres
- Ferdinand Deblauwe, fils de commerçants liégeois, journaliste à Paris, puis à Liège, célibataire, environ 35 ans
- Le Fakir, illusionniste, originaire du Proche-Orient.

## Éditions
- Prépublication en feuilleton dans l'hebdomadaire Confessions, n° 13-22, du 25 février au 29 avril 1937
- Édition originale : Gallimard, 1938
- Folio Policier, n° 159, 2000  (ISBN 978-2-07-041104-7)
- Tout Simenon, tome 21, Omnibus, 2003  (ISBN 978-2-258-06106-4)
- Pedigree et autres romans, Gallimard, Bibliothèque de la Pléiade, n° 553, 2009  (ISBN 978-2-07-011798-7)
- Romans durs, tome 3, Omnibus, 2012  (ISBN 978-2-258-09357-7)
- Romans durs, tome 3, Omnibus, 2023  (ISBN 978-2-258-20260-3)

## Source
- Maurice Piron, Michel Lemoine, L'Univers de Simenon, guide des romans et nouvelles (1931-1972) de Georges Simenon, Presses de la Cité, 1983, p. 72-73  (ISBN 978-2-258-01152-6)